# A Magyar Honvédség fegyverzete

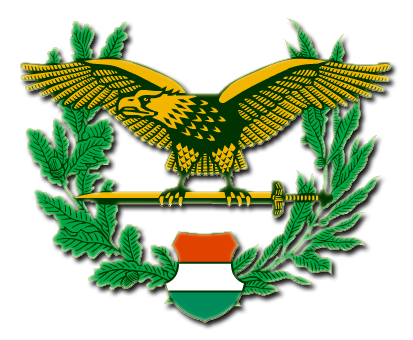
A Magyar Honvédség logója

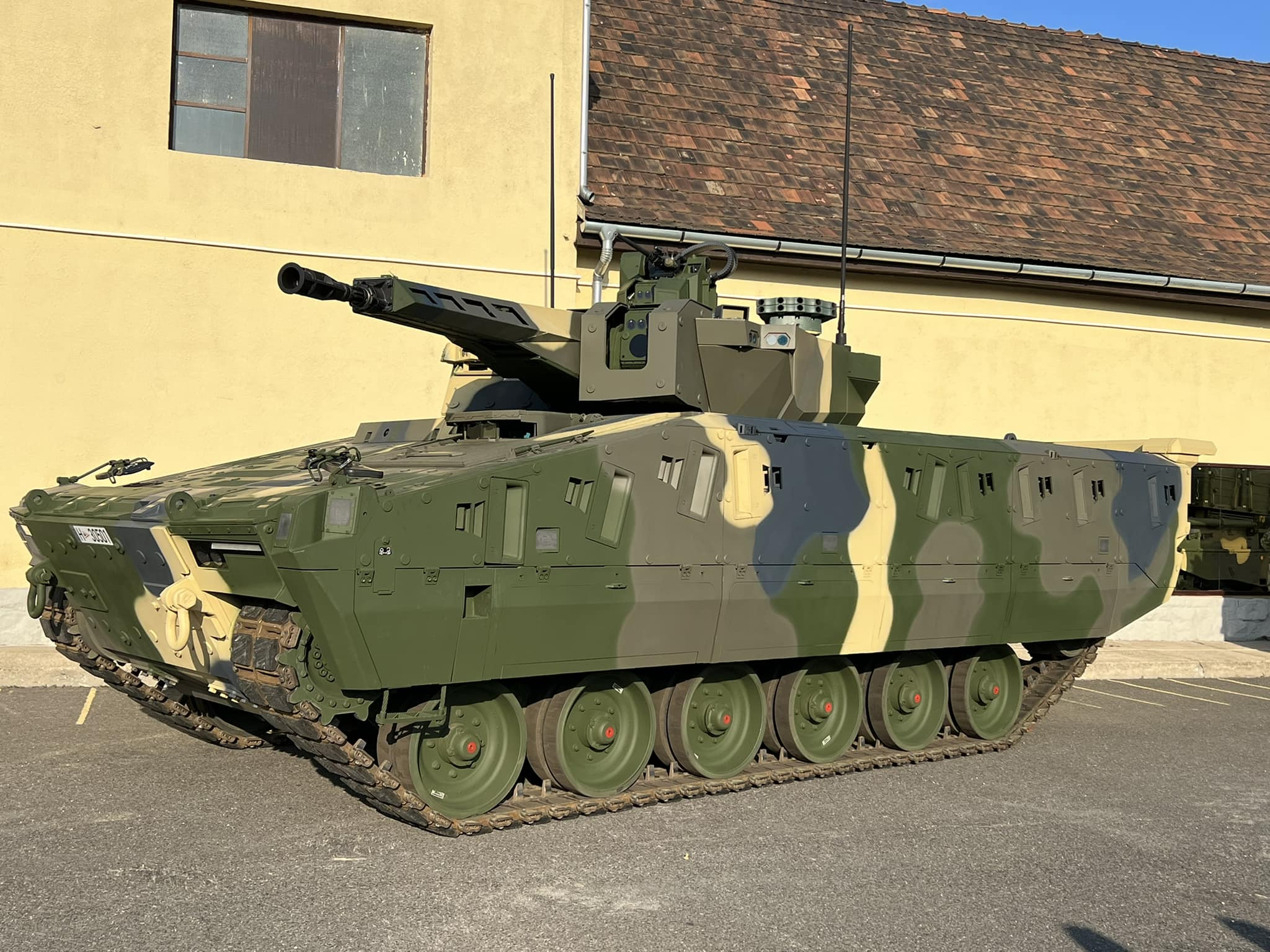
A világ első sorozatban gyártott Lynx KF41 harcjárműve Magyar Honvédség színeiben

A 2016-ban útjára induló Zrínyi haderőfejlesztési program a Magyar Honvédség fegyverzetének, felszerelésének és infrastruktúrájának szinte teljes modernizálását tűzte ki célul. Az első látványos lépes a kézi fegyverek lecserélésének megkezdése CZ Bren 2 gépkarabélyok, Scorpion EVO3 géppisztolyok és CZ P-09 és P-07 pisztolyok licencgyártásának elindításával, a sokoldalú Carl Gustaf gránátvetők beszerzésével. A helikopterbeszerzés is elindult 2018-ban, aminek keretében olyan korszerű helikopterek kerültek beszerzésre mint a H145M és a H225M. A harckocsik-park is megújul: a Leopard 2A7 harckocsikkal váltják le a hidegháborúból itt maradt T-72-eseket. Olyan elveszett képességek kerülnek vissza a Honvédség kötelékébe, mint az önjáró tüzérség, amit a világ egyik legkorszerűbb önjáró tarackja: a PZH2000-es képvisel majd. Új,  modern, nagyrészt hazai gyártású harcjárműcsaláddal is bővül a Honvédség arzenálja a Gidrán 4x4-es MRAP terepjáró és a Lynx gyalogsági harcjármű képében. Utóbbiakhoz megrendelt Spike páncéltörő rakéták is korszakváltást jelentenek a 30-40 éves szovjet technikához képest. A légvédelmünk is teljesen megújul: régi, de jól bevált Mistral rendszer modernizálásra került és egy új, a világ egyik legjobb közepes hatótávolságú légvédelmi rakétarendszerével: a NASAMS-szel is bővülni fog a Honvédség arzenálja. Valamint 12 db L–39 Skyfox kiképző és könnyű harci repülőgép is beszerzésre kerül. A légierő új KC-390 típusú  szállító repülőgépeket kap és a Gripen vadászrepülőgépeket is modernizálják, és további négy darabbal bővül az állomány, így azok még a 2030-as években is szolgálatban maradhatnak. A Honvédség jó úton halad afelé, hogy sok évtizedes haditechnikai hátrányát, lemaradását ledolgozza és az évtized második felére a közép-európai régió egyik legkorszerűbb haderejévé váljon.
Oroszország ukrajnai inváziója következtében megváltozott európai biztonsági helyzet miatt 2022 májusában a magyar kormány úgy határozott, hogy a Zrínyi haderőfejlesztési programot felgyorsítja és 2030-ig tervezett beszerzéseket és beruházásokat 2027-28-ra szeretné megvalósítani. A gazdasági nehézségek miatt azonban a haderőfejlesztés üteme lassulni látszik: 2022 után alig születtek új fegyverzetvásárlási szerződések.

## Szárazföldi erők fegyverzete

### Jelenleg rendszeresített vagy közeljövőben rendszerbe álló nehéz fegyverzet
| Származási hely                        | Megnevezés                                                                      | Mennyiség                                                                                      | Megjegyzés | Kép        |
| Harckocsik                             | Harckocsik                                                                      | Harckocsik                                                                                     | Harckocsik | Harckocsik |
| -------------------------------------- | ------------------------------------------------------------------------------- | ---------------------------------------------------------------------------------------------- | --- | ---------- |
| Németország                            | Leopard 2 A4 harckocsi                                                          | 12 db                                                                                          | - 2018. december 19-én jelentette be a honvédség a harckocsik megvásárlását a Krauss-Maffei Wegmann vállalatcsoporttól. Használt eszközök kiképzési célokra. A Krauss-Maffei Wegmann 2018. december 20-án, sajtóközleményben jelentette be, hogy a 44 db Leopard 2 A7+ mellett 12 darab használt A4-es harckocsit is vásárol a Magyar Honvédség kiképzési célokra. 2020. december 1-jén beérkezett a tizenkettedik darab is. |            |
| Szovjetunió · Fehéroroszország         | T–72M1 harckocsi                                                                | 34 db használatban (130 db letárolva)                                                          | - Magyarország jelenleg 34 orosz T-72-es harckocsit tart szolgálatban, további kb 78 tartalékban, és még meg nem nevezett darabszámot használnak célgyakorlatra.. - Az új Leopard-2A7 harckocsik fogják váltani őket. |            |
| Németország                            | Leopard 2A7HU harckocsi                                                         | 40 db (további 4 db megrendelve)                                                               | - 2018. december 19-én jelentette be a honvédség a harckocsik megvásárlását a Krauss-Maffei Wegmann vállalatcsoporttól. Az első példányok 2023-ban érkeznek várhatóan és 2025-ben válik teljessé a "flotta". - 2023. december 5-én megérkezett az első darab Tatára az MH Klapka György 1. Páncélosdandárhoz, amelyeket további 4 követett. - 2023. december 14-én hivatalosan is átadatták az első 5 példányt a tatai harckocsizóknak. - 2024. január 10-én megérkezett még 3 darab. - 2025. augusztus 2-án 40 darabra bővült a flotta |            |
| Gyalogsági harcjármű                   |                                                                                 |                                                                                                | |            |
| Németország · Magyarország             | Lynx KF41 gyalogsági harcjármű                                                  | legalább 46 db (további 163 db megrendelve illetve leszállításuk, átadásuk folyamatos 2030-ig) | - 2020.08.16 A magyar kormány és a Rheinmetall Group aláírták a megállapodást (2 Mrd € értékben) mely szerint a Lynx családot Magyarországon is gyártani fogják és a Magyar Honvédség rendszeresíteni fogja. Az eredeti bejelentés 218 darab Lynx harcjárműről szólt. A gyártó Rheinmetall sajtóközleményei 2022 óta azonban már csak 209 járműről szólnak. Az eltérés oka, hogy korábbi tervekkel ellentétben 9 darab hídvető harckocsi Leopard 2 alvázon fog érkezni Lynx helyett (lásd: Leguan), mivel ez így gyorsabb és költséghatékonyabb. Az első 46 db, még német gyártmányú harcjármű 2022-ben illetve 2023-ban érkezik Magyarországra. A gyár üzembe helyezése 2023-ban várható, hazai igények kielégítésére kb. 50 jármű fog készülni évente. - A Honvédség a következő változatokat fogja rendszeresíteni alapváltozaton (gyalogsági harcjármű) felül: aknavetős (120 mm), sebesültszállító, parancsnoki jármű (Mobil harcálláspont), felderítő, tüzérségi felderítő és sofőr kiképző. Légvédelmi gépágyús (SPAAG) változat iránt is érdeklődik a Honvédség, de ez még fejlesztés alatt áll, rendszeresítésére évek múlva kerülhet sor. - 2021 májusában született szerződés szerint a StrikeShield aktív védelmi rendszerből 209 Lynx harcjárműre elegendő készletet szereznek be. - 2025 januárjáig 46 darab Lynx harcjármű került átadásra a Magyar honvédség számára. |            |
| Szállító harcjármű                     |                                                                                 |                                                                                                | |            |
| Oroszország · Magyarország             | BTR–80 páncélozott szállító harcjármű                                           | 413 db[forrás?] (100 db raktáron)                                                              | - A BTR-80/80A-as modelleket folyamatosan modernizálják és építik át különböző feladatok ellátására. - 2006/2007-es évben 115 db jármű modernizálása, átalakítása fejeződött be. - 2008/2009-ben további 77 db jármű átépítése, amelyből 2008-ban 33 db készült el a többi 44 db 2009 első felében kerül kialakításra. - 2009-ben várhatóan újabb 190 db jármű modernizálásáról döntenek. - Az alábbi változatok készültek el 2006/2007-ben: Vegyi- és sugárfelderítő jármű; Műszaki akadályelhárító jármű; Mentő-vontató jármű; Zászlóalj és századparancsnoki jármű; Zászlóalj- és század tűztámogató jármű. - 2008–2010 között a következő változatok kerülnek kifejlesztésre: Előretolt repülésirányító pont; Felderítő szakaszparancsnoki és rajjármű; Sebesült kihordó jármű; Páncéltörőrakéta-hordozó jármű; Mobil harcvezetési pont; Aknavető-hordozó jármű. - A BTR páncélozott harcjárművek felújítását, modernizálását és átépítését a magyar Currus Rt. végzi. - A Magyar Honvédség 2008-ban a lengyel WB Electronics céggel kötött szerződést, amely értelmében a BTR modellek modern Fonet C2 digitális intercom kommunikációs rendszerrel lesznek ellátva. - A Lynx és más 8x8 IFV váltja őket a 2020-as évek második felében. - 2024 januárjában 26 db-ot értékesítettek Szerbiának.                                                                                  |            |
| Oroszország · Magyarország             | BTR–80A páncélozott szállító harcjármű                                          | 178 db[forrás?]                                                                                | - A BTR–80A modelleket folyamatosan modernizálják. A modernizálás során az alábbi rendszerek, eszközök kerülnek beépítésre: Lőporgáz elszívás, STANAG szerinti külső indító csatlakozó aljzat, Fűtő szellőztető berendezés, Torony feszültség alatti állapotát jelző lámpa (elsütő áramkör), Csúszásgátló réteg a tetőpáncélon, Toronyfék, Opto-elektronikus lőszerfogyás érzékelő, Ivóvíz tároló, Láda felfogató rögzítő elemek (D-10). - A Magyar Honvédség 2008-ban a lengyel WB Electronics céggel kötött szerződést, amely értelmében a BTR modellek modern Fonet C2 digitális intercom kommunikációs rendszerrel lesznek ellátva. - A Lynx és más 8x8 IFV váltja őket a 2020-as évek második felében. |            |
| Németország · Törökország Magyarország | Gidrán 4x4 Páncélozott harcjármű                                                | 106 db                                                                                         | - Körülbelül összesen 400-450 darab Gidrán beszerzését tervezi a Honvédség. |            |
| USA                                    | Cougar páncélozott harcjármű                                                    | 13 db                                                                                          | - A Magyar Honvédség 3 db Cougar páncélozott harcjárművet vásárolt a külföldi missziókban szolgáló tűzszerész egységek biztonságának fokozása érdekében. 2010 decemberében vesznek át még 10 darabot . |            |
| USA                                    | HMMWV M1151A1 páncélozott katonai terepjáró                                     | 41 db                                                                                          | - A Magyar Honvédség páncélozott HMMWV-ket kapott az Afganisztánban szolgáló magyar egységek számára. További darabokat vesz át a honvédség 2011 első fél évében . - Július 18-án az MH. 34. Bercsényi László Különleges Műveleti Zászlóalj 14 db HMMWV páncélozott járművet kapott az Egyesült Államoktól a Koalíciós Támogatási Alap terhére. |            |
| USA                                    | International MaxxPro MRAP páncélozott katonai terepjáró                        | mennyiség nem ismert                                                                           | - A Magyar Honvédség az Egyesült Államoktól szerezte be az Afganisztánban szolgáló magyar egységek részére. Az improvizált robbanószerkezetekkel szemben ezek a járművek nyújtják a katonáknak a legnagyobb biztonságot. |            |
| USA                                    | Polaris MRZR 4                                                                  | 12 db                                                                                          | - Különleges alakulatok használják 2018-tól kezdve. |            |
| Tüzérségi eszközök                     |                                                                                 |                                                                                                | |            |
| Szovjetunió ·                          | D–20 ágyútarack                                                                 | 12 db (287 db raktáron hadrafoghatatlan)                                                       | - 12 db van hadrendben a 101. tüzérosztálynál. A PzH 2000-esek hadrenbe állásával várhatóan kivonásra kerülnek. |            |
| Németország                            | PzH 2000 önjáró löveg                                                           | 24 db                                                                                          | - 2018. december 19-én jelentette be a Honvédség az önjáró lövegek megvásárlását a Krauss-Maffei Wegmann vállalatcsoporttól, 2022-23-ra várható a leszállításuk. - A KMW kasseli üzemében az egyedi magyar igényeket figyelembe véve gyártották le őket. 2022. augusztus 10-én megérkezett Magyarországra az első darab. November második hetén megérkezett az MH 25. Klapka György Lövészdandárhoz a hetedik és nyolcadik Panzerhaubitze (PzH) 2000 HU önjáró tüzérlöveg, valamint az üzemeltetéshez szükséges C4I tűzvezető konténerek. A 2024 végéig az összes megrendelt PzH 2000-es önjáró löveg megérkezett. |            |
| Németország Finnország                 | NEMO önjáró 120 mm aknavető                                                     | (24 darab megrendelve)                                                                         | A Lynx-program keretében a Honvédség 24 darab NEMO aknavetővel felszerelt Lynx-harcjárművet rendelt. |            |
| Ausztria                               | M12 nehéz aknavetők                                                             | "alacsony két számjegyű mennyiség"                                                             | A Honvédség utánfutón mozgatható nehéz 120 mm-es aknavetőket rendszeresít. A magyar állam által 2019-ben megvásárolt osztrák Hirtenberger aknavetőgyár M12 nehéz aknavetőjéből "alacsony két számjegyű mennyiség" került beszerzésre. A nehéz aknavetők 2023-től állnak szolgálatba várhatóan. |            |
| Speciális járművek/eszközök            |                                                                                 |                                                                                                | |            |
| Németország                            | BPz3 Büffel műszaki-mentő harckocsi                                             | 9 db                                                                                           | A Lynx harcjárművekkel együtt lett megrendelve azok műszaki-mentésére még 2020-ban. Az első példány 2022 szeptemberében átadásra került. |            |
| Németország                            | WiSENT 2 műszaki- mentő harckocsi                                               | 4 db (további 1 db megrendelve)                                                                | - 2018. december 19-én jelentette be a honvédség a műszaki- mentő harckocsik megvásárlását a Krauss-Maffei Wegmann vállalatcsoporttól. - 2023. december 5-én megérkezett az első darab. |            |
| Németország                            | Leguan hídvető harckocsi                                                        | 1 db (11 db megrendelve)                                                                       | - 2018. december 19-én jelentette be a honvédség a harckocsik megvásárlását a Krauss-Maffei Wegmann vállalatcsoporttól. A műszaki- mentő, ill. hídvető harckocsik a MH Klapka György 1. Páncélosdandár harckocsi zászlóaljának harckiszolgáló alegységénél fognak szolgálatot teljesíteni. - A Lynx harcjárművek mellé a Honvédség további 9 db Leugan hídvető harckocsit rendelt. |            |
| NDK                                    | BLG–60M hídvető harckocsi                                                       | 2 db                                                                                           | - A Leguan hídvető harckocsik beérkezését követően a MH 37. II. Rákóczi Ferenc Műszaki Ezrednél fognak szolgálatot teljesíteni. |            |
| Németország                            | TeleMAX könnyű (felderítő) tűzszerész robot                                     | 3db                                                                                            | - A Magyar Honvédség 2007-ben egy tűzszerész robot készlet beszerzéséről döntött. Ez magába foglal egy nagyobb, felderítésre és megsemmisítésre egyaránt alkalmas robot rendszert, valamint egy kisebb, főként felderítésre és egyszerűbb megsemmisítési feladatokra alkalmas robot rendszert. - A TeleMAX robot a rendszer kisebb darabját jelenti. Fő célja a felderítés és az egyszerűbb megsemmisítési feladatok. - A Magyar Honvédség a rendszer beszerzése után 2008/2009-ben újabb 1-1 (összesen további 2) komplett rendszer beszerzését rendelte el. - A tervek szerint a TeleMAX robotok a pápai katonai légibázison fognak szolgálatot teljesíteni. |            |
| USA                                    | ANDROS F–6A Nehéz tűzszerész (megsemmisítő) robot                               | 3db                                                                                            | - A Magyar Honvédség 2007-ben egy tűzszerész robot készlet beszerzéséről döntött. Ez magába foglal egy nagyobb, felderítésre és megsemmisítésre egyaránt alkalmas robot rendszert, valamint egy kisebb, főként felderítésre és egyszerűbb megsemmisítési feladatokra alkalmas robot rendszert. - Az ANDROS F–6A (Northrop Grumman) robot a rendszer nagyobb darabját jelenti. A robot alkalmas robbanótestek, lőszerek felkutatására, felderítésére, helyszíni hatástalanításra, illetve elszállítására. - A rendszerhez beszerzésre került egy mini Mace vizes vágó rendszer is. - A Magyar Honvédség a rendszer beszerzése után 2008/2009-ben újabb 1-1 (összesen további 2) komplett rendszer beszerzését rendelte el. - Az ANDROS F–6A rendszert jelenleg Afganisztánban használják. |            |
| Szovjetunió                            | PTSZ közepes lánctalpas úszó gépjármű                                           | mennyiség nem ismert                                                                           | - Pontos számuk ismeretlen. |            |
| Szovjetunió                            | ATSZ–59 lánctalpas vontató                                                      | mennyiség nem ismert                                                                           | - Pontos számuk ismeretlen. |            |
| Németország                            | TADANO-FAUN BFK-35.4 katonai darus autómentő                                    | 2                                                                                              | - Rendeltetése: 35 t-ig különféle terhek emelése, sérült, üzem- és mozgásképtelen eszközök vontatása, emelve vontatása, csörlőzése. |            |
| Hadihajók                              |                                                                                 |                                                                                                | |            |
| Jugoszlávia                            | Neštin-osztályú aknamentesítő naszád                                            | 3                                                                                              | 1981-ben került beszerzésre 6 hajó, de ma már csak 3 aktív. |            |
| Magyarország                           | AN 2 aknamentesítő naszád                                                       | 5                                                                                              | |            |
| USA                                    | Zodiac Pro 850 motorcsónak                                                      | 2                                                                                              | 8,5 méter hosszú, 10 főt szállítani képes motorcsónak |            |
| USA                                    | SOC - R különleges műveleti motorcsónak                                         | 3                                                                                              | Géppuskákkal felfegyverzett, különleges alakulatok folyami mozgatására tervezett motorcsónak, amelyet 2021-ben kapott a Honvédség az Egyesült Államoktól segélyként. |            |
| Pilóta nélküli repülőeszközök (UAV)    |                                                                                 |                                                                                                | |            |
| Izrael                                 | Skylark I pilóta nélküli repülőgép                                              | több mint 9 db                                                                                 | Szekeres Imre 2008. december 8-án Afganisztánban újságírók előtt elismerte, hogy a Honvédség az izraeli Elbit Systems cég által gyártott Skylark I típusú mini UAV-kat szerzett be. 2017 és 2022 között ismeretlen mennyiségű tovább fejlesztett Skylark I LEX drón is beszerzésre került. |            |
| Izrael                                 | Skylark 3                                                                       | mennyiség nem ismert                                                                           | 2017 és 2022 között ismeretlen mennyiségű Skylark 3 drón került beszerzésre. |            |
| Németország Izrael                     | HERO                                                                            | mennyiség nem ismert                                                                           | A Magyar Honvédség HERO típusú "öngyilkos drónokat" rendelt. A lőszerek értéke az alacsony, három számjegyű millió eurós tartományba esik A szállítás 2024-ben kezdődik, és a tervek szerint 2025-ben fejeződik be – áll a Rheinmetall közleményében. |            |
| Gyalogsági tűztámogató fegyverek       |                                                                                 |                                                                                                | |            |
| Szovjetunió                            | 37M 82 mm-es aknavető                                                           | 50 db (400 db raktáron)                                                                        | - Modulrendszerben képeznek ki aknavetős egységeket. - A 82 mm-esek mellé 81 mm-es aknavetők kerülnek beszerzésre. - Eredetileg 450 db 82 mm-es aknavető lett rendszeresítve. |            |
| Spanyolország                          | EXPAL M-08 Combi 60 mm-es aknavető                                              | 96 db                                                                                          | - A Magyar Honvédség 2008–2010 között 96 db 60 mm-es aknavető beszerzésére írt ki pályázatot. - 2008–2010 között a következő lőszertípusok kerülnek beszerzésre a 60mm-es aknavetőhöz: 15 075 db +/- 25% 60 mm-es repesz aknavető lőszer, 2000 db 60 mm-es lőtéri gyakorló aknavető lőszer, 1800 db 60 mm-es világító aknavető lőszer, 1800 db 60 mm-es köd aknavető lőszer. |            |
| Svédország                             | Carl Gustaf M4                                                                  | nem ismert                                                                                     | - 2018. december 19-én jelentette be a Magyar Honvédség, hogy beszerzésre kerül a Carl Gustaf M4, 84 mm-es hátrasiklás nélküli gránátvető. |            |
| USA                                    | MK19 gránátvető                                                                 | nem ismert                                                                                     | Ismeretlen számú MK19 automata gránátvető áll szolgálatban. |            |
| Belgium                                | FN MAG                                                                          | nem ismert                                                                                     | A magyar harcjárművek elsődleges 7,62x51mm NATO kaliberű géppuskája |            |
| Belgium                                | FN / Browning M2HB                                                              | nem ismert                                                                                     | A magyar harcjárművek elsődleges 12,7x99mm NATO kaliberű géppuskája |            |
| Izrael                                 | Spike LR2 irányított páncéltörő rakéta                                          | nem ismert                                                                                     | Ismeretlen számú Spike LR2 rakéta kerül megrendelésre 2021 júliusában. |            |
| Szovjetunió · Oroszország              | 9M111 Fagot / 9M113 Konkursz / 9K115–2 Metyisz–M irányított páncéltörő rakéta   | 113 db (276 db raktáron)                                                                       | A rakéták üzemideje rövidesen lejár, a Spike LR rakéta váltja őket a következő években, |            |
| Szállító járművek                      |                                                                                 |                                                                                                | |            |
| Magyarország · Japán                   | Toyota Hilux                                                                    | 90 db                                                                                          | - A tűzszerészek és a katonai rendészek használják |            |
| Japán                                  | Suzuki Vitara                                                                   | 550 db                                                                                         | - A Magyarországon gyártott vitarákat a honvédség szolgálati járműként fogja használni |            |
| Szovjetunió                            | UAZ terepjáró                                                                   | nem ismert                                                                                     | - Az UAZ-ok közül, a 452-es, és a 469b-s is szolgálatban állt/áll hamarosan a Mercedes-Benz G 270 CDI típusú katonai terepjárók váltják. - Az UAZ-469B típusú katonai terepjárók között vannak, páncéltörő rakétaindítóval vagy könnyűgéppuskával ellátott változatok is rendszerben. |            |
| Egyesült Királyság                     | Viking terepjáró tehergépkocsi                                                  | 40 db                                                                                          | - A Magyar Honvédség 2003-ban 20db majd 2004-ben további 20 db Viking 2 tonnás terepjáró tehergépkocsit vásárolt. |            |
| USA                                    | Ford Transit tehergépkocsi                                                      | 41 db                                                                                          | - A Magyar Honvédség 41 db Ford Transit tehergépkocsi vásárolt 2003-ban. |            |
| Németország · Olaszország              | Iveco, Iveco-Magirus, MAN és Mercedes tehergépkocsi                             | 467 db                                                                                         | - A Magyar Honvédség 467 db különböző teherbírású használt Iveco-Magirus, MAN, Mercedes és Unimog tehergépkocsit, valamint három Iveco üzemanyag-szállító járművet vásárolt 2002-ben a német Bundeswehrtől melyek 2002 szeptemberében meg is érkeztek. |            |
| Németország                            | Mercedes 1017A tehergépkocsi                                                    | 155 db                                                                                         | - 2006-os adat alapján a Magyar Honvédség 155 db 1017A típusú tehergépkocsival rendelkezett. - Nyilvános beszerzési anyagban külön nem szerepelnek ezért feltételezhetően a fentebb felsorolt 467 db Bundeswehr jármű között érkeztek a Magyar Honvédséghez. |            |
| Németország                            | Mercedes UNIMOG 435 katonai terepjáró tehergépkocsi                             | 88 db                                                                                          | - 2006-os adat alapján a Magyar Honvédség 88 db UNIMOG 435 típusú tehergépkocsival rendelkezett. |            |
| Németország                            | Volkswagen T4 / T5 tehergépkocsi                                                | nem ismert                                                                                     | - A Magyar Honvédség Volkswagen T4 és T5 tehergépkocsikat alkalmaz többek között tűzszerész járőr és szakkísérő feladatkörökben. |            |
| Németország                            | Mercedes-Benz G-270 CDI katonai terepjáró                                       | 223 db (2009 év végéig tervezett darabszám)                                                    | - Beszállításuk folyamatos. A gépjármű program keretein belül 12 000 új Rába terepjáró kamion, Mercedes terepjáró kamion, Mercedes G katonai terepjáró, illetve Iveco terepjáró kamion kerül beszerzésre 2010–2013-ig. - A Mercedes-Benz G-270 CDI típusú katonai terepjárók között vannak könnyűgéppuskával ellátott változatok is rendszerben, illetve el lehet őket látni, páncéltörő rakétaindítókkal is. |            |
| Németország · Magyarország             | Mercedes-Benz G-270 CDI páncélozott katonai terepjáró                           | 11 db                                                                                          | - A Magyar Honvédség 2008 év végén 11db páncélozott Mercedes terepjárót vásárol és küld Afganisztánba a magyar kontingens biztonságának fokozása érdekében. - A Mercedes terepjárók páncélzatának fejlesztését és gyártását a magyar Currus Rt. végzi. |            |
| Németország                            | Mercedes-Benz G-széria típusú katonai terepjárók                                | nem ismert                                                                                     | - A Magyar Honvédség a Mercedes-Benz G-270 CDI típusokon kívül üzemeltet még G-szériás típusokat is - Pontos darabszámuk ismeretlen. - A Magyar Honvédség a Mercedes-Benz G-280 típusú terepjárókat szerelte fel lőtoronnyal és rendszeresítette az afganisztáni géppuskás állományokhoz. |            |
| Japán                                  | Toyota Land Cruiser páncélozott katonai terepjáró                               | 5 db                                                                                           | - A Magyar Honvédség 2007 év végén 5db páncélozott Toyota Land Cruiser terepjárót vásárolt Afganisztánban a magyar kontingens biztonságának fokozása érdekében. |            |
| Magyarország                           | Rába páncélozott mentőautó                                                      | 3 db                                                                                           | - A Magyar Honvédség részére 3 db NATO kompatibilis páncélozott mentőautót gyártott a RÁBA, a külföldi missziók biztonságának fokozása érdekében. |            |
| Németország                            | Mercedes-Benz UNIMOG U400 és U4000 típusok katonai terepjáró tehergépkocsi      | 52 db (2007. júliusig leszállított darabszám)                                                  | - Beszállításuk folyamatos. A gépjármű program keretein belül 12 000 új Rába terepjáró kamion, Mercedes terepjáró kamion, Mercedes G katonai terepjáró, illetve Iveco terepjáró kamion kerül beszerzésre 2010–2013-ig. - Az UNIMOG típusú katonai teherautók között, vannak Mistral légvédelmi rakétaindítókat mobil felépítményen hordozó változatok is. |            |
| Magyarország                           | Rába H14 (4x4) katonai terepjáró tehergépkocsi                                  | 121 db (2007. júliusig leszállított darabszám)                                                 | - Beszállításuk lezárult, a tervezett mennyiség töredéke került átadásra. - 2009 első negyedévében a Rába Jármű Kft. bemutatta a Rába H14-es típus új változatát, amely a folyamatos fejlesztéseknek köszönhetően új erősebb motort valamint 12 sebességes automata váltót kapott. A típus legfőbb fejlesztése azonban a páncéllemez felfüggesztési pontok. Az új típus akár 48 órán belül páncélzattal látható el. A jármű páncélzata ellenáll a repeszeknek, robbanóaknáknak valamint a lőszereknek is. |            |
| Magyarország                           | Rába H18 (6x6) katonai terepjáró tehergépkocsi                                  | 116 db (2007. júliusig leszállított darabszám)                                                 | - Beszállításuk lezárult, a tervezett mennyiség töredéke került átadásra. |            |
| Magyarország                           | Rába H22 (8x8) katonai terepjáró tehergépkocsi                                  | nem ismert                                                                                     | - A Rába cég 1990-es évek közepén kezdte el fejleszteni a NATO elvárásoknak megfelelő H sorozatú katonai terepjáró tehergépkocsijait. Ezen típusok között volt a H-22 típus is. - A Magyar Honvédség is rendszeresítette a típust darus cserélőrakodó ill. multiliftes konténerszállító kivitelben. - Beszállításuk lezárult, a tervezett mennyiség töredéke került átadásra. |            |
| Magyarország                           | Rába H25 (6x6) katonai terepjáró tehergépkocsi                                  | 41 db (2007. júliusig leszállított darabszám)                                                  | - Beszállításuk lezárult, a tervezett mennyiség töredéke került átadásra. |            |
| Németország                            | MAN HX32 (8x8) katonai terepjáró tehergépkocsi                                  | 25 db (2008-ban megrendelt darabszám)                                                          | - A Rába Járműipari Holding Nyrt. 25 db MAN HX32 típusú katonai terepjáró tehergépkocsit vásárolt a MAN cégtől melyeket folyamatosan alakítanak át a 2008-as év során és értékesítenek a Magyar Honvédség felé. - Beszállításuk folyamatos. A gépjármű program keretein belül 12 000 új Rába terepjáró kamion, Mercedes terepjáró kamion, Mercedes G katonai terepjáró, illetve Iveco terepjáró kamion kerül beszerzésre 2010–2013-ig. |            |
| Csehország                             | Tatra 815 nagy teherbírású katonai tehergépkocsi                                | nem ismert                                                                                     | - A Magyar Honvédség Tatra 815 típusú nagy teherbírású tehergépkocsikat vásárolt elsősorban a műszaki kontingensek számára. |            |
| Szovjetunió                            | GAZ–66 (4×4) katonai terepjáró tehergépkocsi                                    | nem ismert                                                                                     | - A GAZ–66 katonai terepjáró tehergépkocsi egyes típusai még mindig hadrendben állnak. |            |
| Szovjetunió                            | ZiL–131 (6×6) katonai terepjáró tehergépkocsi                                   | nem ismert                                                                                     | - A ZiL–131 katonai terepjáró tehergépkocsi egyes típusai még mindig hadrendben állnak, többek között az R–1406G relé állomás és a 2T7M rakétaszállító-rakodó is. |            |
| Szovjetunió                            | Ural–4320 (6x6) katonai terepjáró tehergépkocsi                                 | nem ismert                                                                                     | - Az Ural 4320 katonai terepjáró tehergépkocsik részben szolgálatban maradnak. A üzemben maradó 4320-as típusok felújításra kerülnek, míg a 375-ös típusokat 4320-as típusokra építik át. - 2004-óta több mint félszáz Ural tehergépkocsit újítottak fel és szerelték fel különböző felépítményekkel. |            |
| Szovjetunió · ( Ukrajna)               | KrAZ–255 (6×6), KrAZ–260 (6×6) és DAC–655 (6×6) katonai terepjáró tehergépkocsi | nem ismert                                                                                     | - A DAC-655, KrAZ–255B és KrAZ 260 katonai terepjáró tehergépkocsik különféle változatai még hadrendben vannak. |            |
| Németország                            | Mercedes katonai autóbusz                                                       | 21 db                                                                                          | - A Magyar Honvédség 2002-ben 21 db használt Mercedes katonai buszt vásárolt a német Bundeswehrtől. |            |
| Magyarország                           | Ikarus EAG E95 Express katonai autóbusz                                         | 20 db (2007. júliusig leszállított darabszám)                                                  | - A gépjármű beszerzési program során kerültek beszerzésre. |            |
| Magyarország                           | Ikarus autóbuszok                                                               | nem ismert                                                                                     | - A Magyar Honvédség a gépjármű beszerzési program során beszerzett típusokon kívül még üzemelteti az Ikarus 250, 256, 280-as csuklós, 365, 543-as midi, 546-os midi, EAG E13-as midi, EAG E98, EAG F15 Midway típusokat is. - Darabszámuk ismeretlen - A régebbi modellek folyamatosan kerülnek majd kiváltásra. |            |
| Magyarország                           | CURRUS ARIES-VOLVO autóbusz                                                     | 100 db                                                                                         | - A Zrínyi 2026 Honvédelmi és Haderőfejlesztési Program keretein belül kerültek beszerzésre.Több funkciós katonai autóbuszok,alkalmasak csapat és sebesült szállításra,de átalakíthatók harci-vezetési pontá is.Az Ikarus Járműtechnika kft. gyártja őket. |            |

Ezenkívül összesen a raktáron lévőkkel együtt 834 db tüzérségi löveg van, bár ezek nagy részét kivonták (vagy a jövőben kivonják).

### Kézi illetve hordozható fegyverzet
| Katonák fegyverzete      | Katonák fegyverzete                                                      | Katonák fegyverzete | Katonák fegyverzete | Katonák fegyverzete |
| Származási hely          | Megnevezés                                                               | Mennyiség           | Megjegyzés | Fénykép             |
| ------------------------ | ------------------------------------------------------------------------ | ------------------- | --- | ------------------- |
| Magyarország             | 96M P9RC pisztoly                                                        | nem ismert          | Cseh licenc alapján Magyarországon gyártott CZ P-09-es pisztoly váltja majd. |                     |
| Ausztria                 | Glock 17 pisztoly                                                        | nem ismert          | |                     |
| Csehország Magyarország  | CZ P-07 pisztoly                                                         | nem ismert          | Cseh licenc alapján Magyarországon gyártott fegyver. Első sorban pilóták és harcjárművek személyzete valamint a rendőri erők használják a kisebb mérete miatt. |                     |
| Csehország Magyarország  | CZ P-09 pisztoly                                                         | nem ismert          | Cseh licenc alapján Magyarországon gyártott fegyver. |                     |
| Magyarország             | KGP–9 géppisztoly                                                        | nem ismert          | Cseh licenc alapján Magyarországon gyártott CZ SKORPION EVO 3-as géppisztoly váltja majd. |                     |
| Csehország Magyarország  | CZ SCORPION EVO 3 géppisztoly                                            | nem ismert          | Cseh licenc alapján Magyarországon gyártott fegyver. Első sorban harckocsik, harcjárművek személyzete, katonai rendészek illetve rendőri erők használják majd. |                     |
| Németország              | Heckler & Koch MP5A3 géppisztoly                                         | nem ismert          | Különleges rendeltetésű dandár használatában |                     |
| Magyarország             | AK–63D és AK–63F gépkarabély                                             | nem ismert          | - Cseh licenc alapján Magyarországon gyártott CZ BREN 2-es gépkarabély váltja majd. - 7700 db modernizálva |                     |
| Csehország Magyarország  | CZ BREN 2 típusú gépkarabély                                             | nem ismert          | A licenc alapján itthon gyártott CZ BREN 2 lesz a Honvédség elsődleges gépkarabélya, leváltva valamennyi AK-63 típust. A fegyver a NATO szabvány gépkarabély lőszerét használja (5,56x45mm). |                     |
| Magyarország             | AK–63MF gépkarabély                                                      | nem ismert          | - Első körben 130-140 darab kerül legyártásra |                     |
| USA                      | M4A1 SOPMOD gépkarabély                                                  | nem ismert          | Különleges rendeltetésű dandár használatában |                     |
| Magyarország             | Gepárd rombolópuska                                                      | nem ismert          | |                     |
| Magyarország             | Szép mesterlövészpuska                                                   | nem ismert          | A Szép-puskák nagy része elhasználódott, a Caracal-puskák váltják őket. |                     |
| Szovjetunió              | SZVD mesterlövészpuska                                                   | nem ismert          | CZ BREN 2 BR váltja őket. |                     |
| Egyesült Arab Emírségek  | CARACAL mesterlövészpuska                                                | 50 db               | 2025 január 29-án szerződés született az Egyesült Arab Emírségekben székelő EDGE Groupppal Caracal típusú mesterlövész-puskák beszerzéséről a MH számára. 25 db .308-as valamint 25 darab .338-as kaliberű mesterlövész-puska került beszerzésre 2026-os leszállítással.A fegyverrel az elhasználódott Szép-puskákat váltják. A fegyverrel az elhasználódott Szép-puskákat váltják. |                     |
| Csehország Magyarország  | CZ BREN 2 BR                                                             | nem ismert          | A cseh BREN 2 gépkarabély 7,62x51 mm-es NATO lőszert tüzelő mesterlövész (DMR) változata fogja váltani a SZVD puskákat a Honvédség lövész alakulatainál. A fegyvereket licenc alapján Magyarországon gyártják. |                     |
| USA                      | Remington 700 (M24 hadijelzéssel) mesterlövészpuska                      | nem ismert          | Különleges rendeltetésű dandár használatában |                     |
| USA                      | Remington 870 Marine sörétes puska                                       | nem ismert          | Különleges rendeltetésű dandár használatában |                     |
| USA                      | M249 SAW golyószóró (páncéltörő-fényjelzős tölténnyel kerül beszerzésre) | nem ismert          | Különleges rendeltetésű dandár használatában |                     |
| Szovjetunió              | PKM könnyű géppuska                                                      | nem ismert          | |                     |
| Szovjetunió              | 9M111 Fagot irányított páncéltörő rakéta                                 | nem ismert          | - Üzemidejük meghosszabbítva a hosszabbítást a HM Arzenál Zrt. végezte 2009-ben - Egyes információk szerint már kivonásra került. |                     |
| Szovjetunió              | 9M113 Konkursz irányított páncéltörő rakéta                              | nem ismert          | - Üzemidejük meghosszabbítva. A hosszabbítást a HM Arzenál Zrt. végezte 2009-ben - Egyes információk szerint már kivonásra került. |                     |
| Oroszország              | 9K115-2 Metisz-M irányított páncéltörő rakéta                            | nem ismert          | |                     |
| Szovjetunió              | RPG–7 nem irányított páncéltörő rakéta                                   | nem ismert          | Carl Gustaf M4 váltja majd az RPG-ket. |                     |
| Svédország               | Carl Gustaf gránátvető                                                   | nem ismert          | 2019-ben érkeztek Carl Gustaf M4 típusú többfunkciós páncéltörő gránátvetők a Magyar Honvédség állományába. Az M4-esk az RPG-7-eseket váltja majd. |                     |
| Németország Magyarország | RGW 110 kézi páncéltörő rakéta                                           | nem ismert          | 2022 decemberében a DND vállalat szóvivője megerősítette: az RGW 110-es páncéltörő fegyverekre "jelentős megrendelést" kaptak a Magyar Honvédségtől. A fegyverek részben vagy egészben Magyarországon fognak készülni. Az első fegyverek a 2020-as évek közepén érkezhetnek meg a Honvédséghez.                                                                                     |                     |

## A Magyar Légierő fegyverzete

### Repülőgépek, helikopterek
| Repülőgépek               | Repülőgépek                | Repülőgépek                         | Repülőgépek                       | Repülőgépek |         |
| Származási hely           | Megnevezés                 | Feladatkör                          | Mennyiség                         | Megjegyzés | Fénykép |
| ------------------------- | -------------------------- | ----------------------------------- | --------------------------------- | --- | ------- |
| Svédország                | Saab JAS 39 Gripen EBS HU  | többfeladatú vadászrepülőgép        | 14 db (további 4 db megrendelve)  | - Egy C változatú gép 2015. június 10-én Kecskeméten kényszerleszállt, és megrongálódott. Javítása után 2016. december 16-án érkezett vissza Kecskemétre. - Egy D változatú gép 2015. május 19-én Čáslavban túlfutott a kifutópályán és összetört. Pótlása 2016 őszén megtörtént. - Ebből 12 darab együléses C és 2 darab D változat. - A bérleti időszak lejárta után a gépek a Magyar Honvédség tulajdonába kerülnek. - A Magyar Honvédség Gripenjei 2009. november-december folyamán elérték a 2003-as szerződés szerinti végső konfigurációs szintet, amikor megkapták az ED 19 operációs rendszert. - 2017-ben megállapodás született az eddigi legkorszerűbb, ún. MS20-as szoftvercsomag telepítéséről. - 2021 augusztusában megállapodás született a magyar Gripenek tovább fejlesztéséről: a gépek új MS20 block 2 szoftvercsomagot kapnak, modernizálják a radarokat (+70% felderítési távolság) illetve a METEOR és IRIS-T rakéták valamint a GBU-49 lézer-GPS kombinált vezérlésű bombák is bevethetővé válnak a fejlesztés után. - 2021. december 17-én szerződés született, IRIS-T kis hatótávolságú légiharc-rakéták beszerzéséről. Az új rakéták az elavult AIM-9L Sidewinder rakétákat váltják majd fokozatosan a Gripen vadászrepülők arzenáljában. - A Gripenekhez a METEOR légiharc-rakéták és a GBU-49 lézer-GPS kombinált vezérlésű bombák beszerzése is folyamatban van. - Tervben van továbbá egy második Gripen-század felállítása is. - 2024 februárjában megállapodás született, hogy további 4 együléses Gripen-C repülőgéppel bővül a hazai vadászgépflotta. A megállapodás továbbá 2036-ig biztosítja az üzemeltetéshez szükséges terméktámogatást is. |         |
| USA                       | C–17                       | szállító repülőgép                  | 3 db                              | - Magyar felségjelzéssel, nemzetközi személyzettel, NATO kötelékben (a Pápán állomásozó Heavy Airlift Wing - Nehéz Légiszállító Ezred - részeként). |         |
| Franciaország Németország | Airbus A319-100            | szállító repülőgép                  | 2 db                              | - A gépek korábban az Air Berlin flottájában repültek D-ABGM és D-ABGS lajstrommal. A Magyar Honvédségnél a 604, 605-ös oldalszámot kapták a gépek. További 1 darab kerül beszerzésre. |         |
| Franciaország             | Dassault Falcon 7X         | szállító repülőgép                  | 2 db                              | - A gép korábban a Dasnair S.A. flottájában repült HB-JSN lajstrommal. A Magyar Honvédségnél a 606-os oldalszámot kapta a gép. - Egy újabb gépet szerzett be a magyar állam még 2018 szeptemberében, és 2019 tavaszán szállították le. A második viszont katonai lajstromszám helyett polgárit kapott (HA-LKX), illetve fehér színnel rendelkezett. A tulajdonosa a Honvédség egyik leánycége, a HM Elektronikai, Logisztikai és Vagyonkezelő Zrt. (HM EI). |         |
| Csehország                | Zlín Z–242L                | oktató- és futárrepülőgép           | 2 db                              | - Átvételük 2017. március 24-én történt meg. |         |
| Csehország                | Zlín Z–143LSi              | oktató- és futárrepülőgép           | 6 db                              | - 2018 márciusában megtörtént 2 db átvétele. 2020 december 18-án érkezett még 4 db, ezzel teljessé vált a Zlin kiképzőgép flotta. |         |
| Ausztria                  | Diamond DA62               | légifényképész térképező repülőgép  | 1 db                              | - 2025 március 17-én történt meg átvétele. |         |
| Csehország                | L–39 Skyfox                | kiképző és könnyű harci repülőgép   | 3 db (9 db repülőgép megrendelve) | - 2022. április 20-án került bejelentésre, hogy megrendelésre került 8 kiképző és 4 db felderítő repülőgép a magyar tulajdonba került cseh Aero Vodochody repüléggyártól. - 2025. május 30-án megérkezett az első 3 Skyfox repülőgép Kecskemétre. |         |
| Brazília                  | Embraer KC–390             | szállító repülőgép                  | 1 db (+1 db rendelve)             | - A Magyar Honvédség 2020. november 17-én 2 db Embraer KC–390-et rendelt meg. Az első repülőgép 2024 szeptember 5-én meg is érkezett végleges otthonába a kecskeméti bázisra. Várhatón 2024 végén vagy 2025 elején követi a második KC-390-es is. |         |
| Helikopterek              |                            |                                     |                                   | |         |
| Származási hely           | Megnevezés                 | Feladatkör                          | Mennyiség                         | Megjegyzés | Fénykép |
| Franciaország Németország | Airbus Helicopters H145M   | szállító és könnyű harci helikopter | 19 db                             | - 2018. június 29-én jelentették be a helikopterek vásárlását. - 2021-ben leszállításra került a 20. darab, ezzel teljessé vált a flotta. - 10 általános szállító (LUH), 5 kutató-mentő (SAR) és 5 könnyű támadó felszereltségű (MP) helikopterrel rendelkezik a Honvédség - 2023 június 21-én az egyik H145M helikopter lezuhant, a 3 fős személyzetből mindenki életét vesztette. |         |
| Franciaország Németország | Airbus Helicopters H225M   | szállító helikopter                 | 16 db                             | - 2018. december 14-én jelentették be a helikopterek vásárlását. - Az első két magyar H225M típusú helikopter 2023 július 17-én érkezett meg Magyarországra. - 2024. decemberében 14 darabosra bővült a helikopterflotta. Ezzel teljessé vált a 10 gépes szállító változatú flotta és már csak 2 SOF változat érkezése van hátra. - 2025. július 11-én teljessé vált a 16 gépes flotta. |         |
| Oroszország               | Mi–17                      | szállító helikopter                 | 5 db                              | - Eredetileg 7 db Mi-17-es szállító helikopter állt a Magyar Néphadsereg, ill. Magyar Honvédség állományában. - A 706 és 707 oldalszámú gépeket leállították. - 5 db Mi–17 (701, 702, 703, 704, 705) és 2 db Mi–17PP (706, 707). - A 701 és 704 oldalszámú gépeket 2008–2009-ben nagyjavították, ezen kívül a 703 és 705 gépeket pedig Mi–17N-né modernizálták. - A két rádióelektronikai zavarót (Mi-17PP) 2005-ben teherszállítóvá alakították. - 2017-ben ipari nagyjavításról tért haza a 702, 703, 704, 705. A 701 pedig 2017 őszén került elszállításra hasonló beavatkozás céljából. - 16 darab Airbus H225M helikopter váltja majd őket 2023-tól. |         |
| Szovjetunió NDK           | Mi-24 P/V                  | harci helikopter                    | 6+2 db                            | - A kormány 2017-ben szerződést írt alá 8+4 helikopter nagyjavításáról aminek aláírásával szinte egy időben meg is kezdődött a kiválasztott repülőgépek elszállítása Magyarországról Szentpétervárra. A második négyes "csomagot" december másodikán szállították el. A javításokra a szerződött félnek átvételtől számítva 10 hónap áll rendelkezésére. Az eredeti tervek 12 (8+4) helikopterről szóltak, ugyanakkor 2018 augusztusáig 2 V (711, 720) és 6 P (335, 336, 358, 361, 415 és 444) került kiszállításra. Feladatait részben a felfegyverzett H145M helikopterek veszik át a jövőben. |         |
| Franciaország             | Eurocopter AS 350 Écureuil | kiképző helikopter                  | 2 db                              | - A honvédség a légi mentők két helikopterét vette át kiképzési és futárfeladatok végrehajtásra céljából 2016 májusában. - 2018-ban nagyjavításon és fejlesztésen estek át. |         |

### Repülőgép-fedélzeti fegyverek
| Származási hely | Megnevezés        | Feladatkör                                                                   | Hordozó eszköz | Mennyiség                        | Megjegyzés | Fénykép |
| --------------- | ----------------- | ---------------------------------------------------------------------------- | -------------- | -------------------------------- | --- | ------- |
| USA             | AIM-9L Sidewinder | kis hatótávolságú légiharc-rakéta                                            | JAS 39 Gripen  | nincs adat                       | |         |
| Németország     | IRIS-T            | kis hatótávolságú légiharc-rakéta                                            | JAS 39 Gripen  | nincs adat                       | Magyarország ismeretlen számú IRIS-T rakétát rendelt 2021 decemberében 13,6 millió euró értékben. A rakéta publikus forrásokban elérhető darabára alapján ez a beszerzési érték 30-34 rakétára lehet elég. |         |
| USA             | AIM-120C AMRAAM   | közepes hatótávolságú légiharc-rakéta                                        | JAS 39 Gripen  | 40 db AIM-120C5 120 db AIM-120C7 | A magyar gépekhez 2004-ben 40 darab AIM–120C–5-ös éles rakétát (ezek darabára 530 004 amerikai dollár volt) és 10 darab gyakorló CATM–120-ast (ára 32 328 USD) vásároltak, a szerződés összértéke 25 389 904 USD volt. 2020-ban 120 darab AMRAAM-C7 típusú rakéta került beszerzésre a Magyar Légierő számára. Ezek a NASAMS légvédelmi rendszer részeként is használhatóak lesznek. |         |
| USA             | AGM-65 Maverick   | Elektro-optikai és Félaktív lézeres irányítású levegő-föld rakéta            | JAS 39 Gripen  | 20 db AGM–65G 20 db AGM–65H      | |         |
| USA             | Mk-82             | irányítatlan légi bomba                                                      | JAS 39 Gripen  | nincs adat                       | 500 fontos vagyis 227 kg névleges tömegű bomba |         |
| USA             | GBU-12            | félaktív lézeres irányítású légi bomba                                       | JAS 39 Gripen  | nincs adat                       | 500 fontos vagyis 227 kg névleges tömegű bomba |         |
| Belgium         | FN MAG            | 7,62 mm-es "ajtógéppuska"                                                    | H145M          | nincs adat                       | Ismeretlen számú fegyverállvány is beszerzésre került FN MAG géppuskákhoz, amellyel az elhúzott ajtókból lehet tüzelni. |         |
| Franciaország   | Nexter NC621      | 20 mm-es gépágyúkonténer                                                     | H145M          | 5 db                             | 20x102 mm lőszert tüzelő gépágyú konténer |         |
| Belgium         | Thales FZ231      | 12 rakétás rakétablokk 70 mm-es irányított és nem irányított rakéták számára | H145M          | 5 db                             | Egyelőre csak az indítók kerültek beszerzésre, 70 mm-es rakéták megrendeléséről vagy éleslövészetéről nem érkezett hír. Kilián Nándor dandártábornok egy 2022 novemberi előadása szerint a helikopterek rakétafegyverzete 2023 és 2025 között kerül beszerzésre. |         |
| Izrael          | Spike ER          | irányított páncéltörő rakéták                                                | H145M          | nincs adat                       | Kilián Nándor dandártábornok egy 2022 novemberi előadása szerint a helikopterek rakétafegyverzete 2023 és 2025 között kerül beszerzésre. |         |

### A földi légvédelem eszközei
| Légvédelmi fegyverrendszerek     | Légvédelmi fegyverrendszerek | Légvédelmi fegyverrendszerek                                                                                             | Légvédelmi fegyverrendszerek | Légvédelmi fegyverrendszerek |
| Származási hely                  | Megnevezés                   | Mennyiség | Megjegyzés | Fénykép                      |
| -------------------------------- | ---------------------------- | --- | --- | ---------------------------- |
| Németország · Magyarország Svájc | Skyranger 30 Lynx alvázon    | Legalább egy prototípus megrendelve, később további járművek kerülnek megrendelésre                                      | Böröndi Gábor vezérezredes, Honvéd Vezérkar főnöke egy 2023 decemberében készült interjúban elmondta: "Tervezzük a SkyRanger rendszer beszerzését is, amely alkalmas légi célok, illetve drónok megsemmisítésére. Együtt fejlesztjük a németekkel és a dánokkal, egy-két éven belül készen lesz és rendszeresítjük." Egy 2023. december 15-én aláírásra került 30 millió euró értékű szerződés értelmében a Rheinmetall kifejleszti a magyar igényekre szabott légvédelmi Lynx harcjárművet Skyranger 30 toronnyal és Mistral rakétákkal felszerelve. Meg nem erősített sajtóhírek szerint Magyarország 18 db Skyranger 30 légvédelmi járművet tervez vásárolni.                                    |                              |
| Norvégia USA ·                   | NASAMS-3                     | 2 rendszer (üteg) átadva, további 4+1 rendszer (üteg) megrendelve 120 db AIM-120C-7 AMRAAM rakéta 60 db AMRAAM-ER rakéta | - 2020 novemberében született meg a szerződés a NASAMS-3 rendszer beszerzéséről 410 millió euró értékben, aminek értelmében az első egységek 2023-ban érkeznek, míg a rendszer 2025-re lesz teljes. Az első tűzegységnek 2024 végére el kell érnie a műveleti készenlétet - 6+1 rendszer (üteg) került megrendelésre - 2 rendszer (üteg) átadva 2023 októberében, 4+1 rendszer legkésőbb 2024 nyarán kerül átadásra - Korszerű, közepes hatótávolságú AMRAAM és AMRAAM-ER rakétákat vásárolt Magyarország. Az ár tartalmazza a rakéták tárolásához szükséges konténereket, javításhoz szükséges eszközöket, kriptografikus és kommunikációs, egyéb biztonsági, navigációs eszközöket, szoftvereket. |                              |
| Franciaország ·                  | Mistral                      | 45db ATLAS indító 9db MCP radaros vezetési pont                                                                          | Mistral 3 + Safran Matis MCP vezetési pontok modernizálása folyamatban van Egy 2023 júniusi szándéknyilatkozat szerint négy másik országgal közösen további rakéták kerülnek beszerzésre. |                              |
| Radarok, felderítő berendezések  |                              | | |                              |
| Származási hely                  | Megnevezés                   | Mennyiség | Megjegyzés | Fénykép                      |
| Szovjetunió ·                    | SZT–68U                      | nem ismert | A Sentinel F1 és a ELM–2084 radarrendszer fogja váltani. |                              |
| Szovjetunió ·                    | PRV–17                       | nem ismert | A Sentinel F1 és a ELM–2084 radarrendszer fogja váltani. |                              |
| Szovjetunió ·                    | P–37                         | nem ismert | A Sentinel F1 és a ELM–2084 radarrendszer fogja váltani. |                              |
| Olaszország                      | Selex RAT-31DL               | 3 db (Medina, Bánkút, Békéscsaba)                                                                                        | |                              |
| USA                              | Sentinel F1                  | legalább 6 db | A NASAMS rendszerhez ismeretlen számú Sentinel F1 radarrendszer is beszerzésre került. Feltételezhetően megrendelt 6 NASAMS üteg mindegyike tartalmaz legalább egy radart. |                              |
| Izrael · Kanada                  | ELM–2084                     | ? db (11 db megrendelve)                                                                                                 | 2020 decemberében szerződés született 11 darab ELM–2084 radar beszerzésére a Magyar Honvédség számára. A radarok a Rheinmetall Canada vállalat segítségével lesznek NATO-kompatibilissá alakítva a magyar igényeknek megfelelően. Az első radar érkezése 2023-ban várható. Fotók tanúság szerint az első radarok már szolgálatba álltak. |                              |

## A jövőben potenciálisan beszerzésre kerülő eszközök
Az alábbiakban azok az eszközök kerülnek felsorolásra, amelyek esetleges beszerzéséről érkeztek megalapozott sajtó hírek, nyilatkozatok vagy például a Honvédség már tesztelte őket.
| Származási hely                       | Megnevezés                                                        | Státusz                                             | Megjegyzés | Kép |
| ------------------------------------- | ----------------------------------------------------------------- | --------------------------------------------------- | --- | --- |
| Németország · Magyarország            | "HITRON" 8x8 kerékképletű hibrid-elektromos meghajtású harcjármű  | Fejlesztés alatt                                    | A Rheinmetall vállalat düsseldorfi központjában 2020 december 15-én, kedden írták alá azt a kutatás-fejlesztési megállapodást, amely alapján magyar részvétellel kezdődhet majd meg egy modern, gumikerekes harcjármű fejlesztése és gyártása. Itt kulcsfontosságú lesz az autóiparban áttörést jelentő technológiák megvalósítása, beleértve az új energetikai megoldásokat (pl. hibrid-elektromos meghajtást) és az autonomitást (távvezérelhetőséget). A tervek szerint jármű prototípusa 2022 nyarán kerül bemutatásra és vélhetően a Honvédség is rendszeresíteni fogja a típust a BTR-80-asok pótlására. Az új harcjármű gyártását Kaposváron tervezik megvalósítani. A projektről 2022 óta nem érkezett friss hír. Kérdéses, hogy valaha is megvalósul-e. |     |
| Németország                           | 155 mm-es önjáró löveg HX3 teherautó alvázon                      | "Előrehaladott tárgyalások folynak"                 | Dr. Marót Gáspár védelmi fejlesztésekért felelős kormánybiztos 2022 április 12-én jelentette be, hogy előrehaladott tárgyalások folynak a Rheinmetall vállalattal egy teherautó alvázra épített 155 mm-es önjáró löveg beszerzéséről és hazai gyártásáról. Vélhetően a fejlesztési program elakadt: a Rheinmetall sem kiállításokon, sem sajtóanyagaiban nem szerepelteti már ezt az önjáró löveget. |     |
| Lengyelország                         | WB Electronics FlyEye, FT-5 és Warmate drónok                     | Honvédség tesztelte                                 | 2022. április 25-éi katonai bemutatón a lengyel WB Electronics vállalat drónjai is részt vettek. Várhatóan rendszeresítésre is kerül egy vagy több típus WB Electronics kínálatából. |     |
| Törökország                           | NMS / Nomád harcjármű                                             | Honvédség tesztelte                                 | 2022. április 25-éi katonai bemutatón a NMS, más néven Yörük vagy Nomád 4x4-es harcjármű is részt vett, amely várhatóan rendszeresítésre is kerül majd. |     |
| Norvégia · Törökország · Magyarország | 120 mm-es Ragnarök önjáró aknavető Gidrán alvázon                 | Honvédség tesztelte                                 | 2022. április 25-én bemutatták a Gidrán harcjármű tüzérbemérő, kidolgozó és felderítő felépítményű illetve 120 mm-es aknavetővel felszerelt változatának prototípusát. Ez a változat is rendszeresítésre kerül majd várhatóan. |     |
| Törökország · Magyarország            | Tüzérbemérő, kidolgozó és felderítő felépítményű Gidrán harcjármű | Honvédség tesztelte                                 | 2022. április 25-én bemutatták a Gidrán harcjármű tüzérbemérő, kidolgozó és felderítő felépítményű változatának prototípusát. Ez a változat is rendszeresítésre kerül várhatóan. A felderítő műszerek a magyar tulajdonú és székhelyű Pro Patria Electronics Kft. saját fejlesztései. |     |
| Törökország                           | Vestel Karayel                                                    | Honvédség tesztelte                                 | A Magyar Honvédség is érdeklődik a típus iránt: 2021-ben a Karayel-SU egy példányát pápai katonai repülőtéren látták tesztrepülés közben. |     |
| Amerikai Egyesült Államok             | M142 HIMARS                                                       | A magyar delegáció megtekintve a HIMARS bemutatóját | 2022 februárjában egy magyar delegáció megtekintette a HIMARS tüzérségi rakéta-rendszer bemutatóját az Egyesült Államokban. A védelmi fejlesztésekért felelős kormánybiztos korábban jelezte, hogy tervezik a rakétatüzérség fejlesztését is, ami jelenleg egy hiányzó képessége a Honvédségnek. Egyelőre messze nem biztos, hogy HIMARS kerül beszerzésre. Maróth Gáspár kormánybiztos, majd később államtitkár ezt nyilatkozta a HIMARS bemutatóval kapcsolatban: "Nem ez az egyetlen rendszer a világban, ami ilyen képességgel rendelkezik, de kíváncsiak voltunk, hogy milyen irányba fejlesztik az egyes rendszereket, azok milyen képességekkel fognak rendelkezni a közeljövőben." A Honvédelmi Minisztérium szerint a HIMARS beszerzése lekerült a napirendről és másik típusban gondolkodnak ebben a fegyverkategóriában. Feltételezhetően dél-koreai Chunmoo, az izraeli PULS vagy a török MBRL rendszerek közül kerül majd valamelyik beszerzésre egy tüzérosztályra való (18-24 db). |     |
| Németország · Svájc                   | 35 mm-es légvédelmi gépágyú                                       | Érdeklődés                                          | Magyarország érdekelődik a Rheinmetall Oerlikon 35 mm-es légvédelmi gépágyús rendszerei iránt C-RAM és C-UAS feladatok ellátására. Elsősorban a Skynex rendszerről lehet szó vélhetően. |     |
| Svédország                            | Giraffe 1X radar                                                  | Honvédség tesztelte                                 | 2022 november 4-én a svéd SAAB vállalat bemutatta Giraffe 1X radarját a Magyar Honvédség számára. A bemutatón a rendszer drón (UAS) észlelő és követő képessége kapott hangsúlyt. Vélhetően ez iránt érdeklődik leginkább a magyar haderő az ukrajnai háború tanulságai alapján. |     |
| Olaszország                           | AW249 harci helikopter                                            | Érdeklődés                                          | Magyar delegáció tárgyalt a még fejlesztés alatt lévő olasz AW249 harci helikopter beszerzéséről olasz sajtóértesülések szerint. Tömböl László fegyverzeti igazgató 2023 szeptemberében az AW249-est gyártó üzemet is felkereste. |     |
| Németország Magyarország              | KF51 Panther harckocsi                                            | Közös fejlesztés                                    | "Hiúzt gyártunk, Leopardot veszünk, és beszálltunk a Párduc fejlesztésébe" – válaszolta Orbán Viktor a TikTok-csatornáján arra a kérdésre, hogy a Hiúz vagy a Leopárd lesz-e a Kárpátok nagymacskája. 2023 december 14-én meg is született a megállapodás a magyar állami tulajdonú hadiipari holding: N7 Holding Nemzeti Védelmi Ipari Innovációs Zrt és a Rheinmetall Landsysteme között azzal a céllal, hogy egy új közös fejlesztésű harckocsit hozzanak létre a 2022-ben bemutatott Rheinmetall KF51 Panther névre keresztelt harckocsi prototípusára építve. A magyar állam 288 millió eurót fektet a projektbe, amely 70 magyar mérnök és a zalaegerszegi Rheinmetall harcjárműgyár bevonásával egy automata töltős L55A1 120 mm-es löveggel felszerelt korszerű harckocsit fog eredményezni a tervek szerint. |     |

## Hadrendből kivont eszközök
A rendszerváltás után kivont eszközök listája
| Származási hely | Megnevezés                                           | Mennyiség                                                        | Megjegyzés |
| Harcjárművek    | Harcjárművek                                         | Harcjárművek                                                     | Harcjárművek |
| --------------- | ---------------------------------------------------- | ---------------------------------------------------------------- | --- |
| Szovjetunió     | T–54/55 harckocsi                                    | 0 db (Hadrendből kivonva; 505 db raktáron)                       | - Hadrendből kivonva, egy részük hatástalanítva. - Darabszámuk folyamatosan csökken. |
| Szovjetunió     | T–72 harckocsi                                       | 0 db (A megmaradt példányok inkurrencia raktáron vannak tárolva) | - Eredetileg 138 db volt rendszeresítve a Magyar Néphadseregben, annak 1990-es átalakulásáig. - A Magyar Honvédségben 238 db volt az üzemben tartott T–72-esek legnagyobb száma. A Fehéroroszországtól kapott államadósság során 100 db-ot kaptunk, a meglévő 138 db mellé. - 2005-ben 77 db (rosszabb állapotú) T–72-est, 36 db csapatszállító harcjárművet, 2 db JVBT-55A típusú darus harckocsivontatót és 2 db VT-55A típusú harckocsivontatót ajándékozott oda az új iraki haderőnek. A harcjárművek kikonzerválását és felújítását az Iraki haderő részére a magyar Honvédelmi Minisztérium Currus Zrt. végezte. - 2014-ben az Iszlám Állam nevű terrorszervezet kezébe került az Iraknak adományozott harckocsik egy bizonyos része, ahol civilek lemészárolására használták őket. - 2014-ben újabb harckocsi eladás történt, ahol 58+22 db T-72-est adott el a Honvédelmi Minisztérium Elektronikai, Logisztikai és Vagyonkezelő Zrt. a Excalibur Defense Kft-nek. A harckocsik ezutáni sorsa kérdéses és kétes. Egyes hírportálok arról számoltak be, hogy Ukrajnába kerültek a kormány erők részére. |
| Szovjetunió     | BMP–1 páncélozott szállító harcjármű                 | 0 db (502 db raktáron)                                           | - Hadrendből kivonva - A működő járműveket Grúziának, Ukrajnának illetve Csehországnak adta el a Honvédség. A harcképtelen járműveket feldarabolták ócskavasnak. - Váltótípusuk a Lynx gyalogsági harcjármű lesz. Átmenetileg a BTR-80-as modellek helyettesítik hiányukat. |
| Magyarország    | PSZH D944 páncélozott szállító harcjármű             | ??? db                                                           | - Hadrendből kivonva, raktáron tartva, darabszámuk folyamatosan csökken. |
| Szovjetunió     | ZSZU–23–4 önjáró légvédelmi gépágyú                  | 0 db                                                             | - Hadrendből kivonva. |
| Szovjetunió     | ZSZU–57–2 önjáró légvédelmi gépágyú                  | 0 db                                                             | - Hadrendből kivonva. |
| Nehézfegyverek  |                                                      |                                                                  | |
| Szovjetunió     | BM–21 rakéta-sorozatvető                             | 0 db (62 db raktáron)                                            | - Hadrendből kivonva |
| Szovjetunió     | 2SZ1 Gvozgyika önjáró löveg                          | 0 db (153 db raktáron)                                           | - 2004-ben hadrendből kivonva. |
| Szovjetunió     | 2SZ3 Akácija önjáró löveg                            | 0 db                                                             | - 1993-ban hadrendből kivonva. - Eredetileg 18 db lett rendszeresítve. Többségüket megsemmisítették. Pár darab kiállítva megtalálható múzeumokban. |
| Szovjetunió     | 122 mm-es 1938/68M ágyútarack                        | 0 db                                                             | - Eredetileg 216 db volt rendszeresítve. - Hadrendből kivonva; raktáron tartva, illetve megsemmisítve lettek. |
| Szovjetunió     | 152 mm-es 1943 mintájú tarack (D–1)                  | 0 db                                                             | - Eredetileg 36 db volt rendszeresítve. - Hadrendből kivonva; raktáron tartva, illetve megsemmisítve lettek. |
| Szovjetunió     | 57 mm-es 1943 mintájú páncéltörő ágyú (ZiSZ–2)       | 0 db                                                             | - Eredetileg 118 db volt rendszeresítve. - Hadrendből kivonva; raktáron tartva, illetve megsemmisítve lettek. |
| Szovjetunió     | 76 mm-es 1942 mintájú hadosztályágyú (ZiSZ–3)        | 0 db                                                             | - Eredetileg 66 db volt rendszeresítve. - Hadrendből kivonva; raktáron tartva, illetve megsemmisítve lettek. |
| Szovjetunió     | 85 mm-es hadosztályágyú (D–44)                       | 0 db                                                             | - Eredetileg 142 db volt rendszeresítve. - Hadrendből kivonva; raktáron tartva, illetve megsemmisítve lettek. |
| Szovjetunió     | 100 mm-es MT-12 páncéltörő ágyú                      | 0 db                                                             | - Eredetileg 90 db volt rendszeresítve. - 2003-ban hadrendből kivonva; raktáron tartva, illetve megsemmisítve lettek. |
| Szovjetunió     | 120 mm-es 1943M aknavető                             | 0 db                                                             | - Eredetileg 246 db volt rendszeresítve. - 2003-ban hadrendből kivonva; raktáron tartva, illetve megsemmisítve lettek. |
| Szovjetunió     | SZPG–9D 73 mm-es simacsövű hátrasiklás nélküli löveg | 0 db                                                             | - Eredetileg 236 db volt rendszeresítve. - 2003-ban hadrendből kivonva; raktáron tartva, illetve megsemmisítve lettek. |